# Hasimara
Hasimara est une petite ville du district d'Alipurduar, dans l'État du Bengale-Occidental, en Inde, à dix-sept kilomètres de la frontière avec le Bhoutan.

## Géographie
Hasimara est située à une altitude de 109 mètres.

## Histoire
La base aérienne d'Hasimara est l'une des premières[Quand ?] à accueillir des avions Rafale.

## Population
La ville compte une population d'environ 40 000 habitants (au recensement de 2001).